# 10 Aquilae
10 Aquilae, som är stjärnans Flamsteed-beteckning, är en ensam stjärna belägen i den norra delen av stjärnbilden Örnen, som också har variabelbeteckningen V1286 Aquilae. Den har en genomsnittlig skenbar magnitud på ca 5,89 och är mycket svagt synlig för blotta ögat där ljusföroreningar ej förekommer. Baserat på parallaxmätning inom Hipparcosuppdraget på ca 13,5 mas, beräknas den befinna sig på ett avstånd av ca 240 ljusår (ca 74 parsek) från solen. Den rör sig bort från solen med en heliocentrisk radialhastighet av ca 15 km/s. På det beräknade avståndet minskar stjärnans skenbara magnitud med 0,17 enheter genom en skymningsfaktor orsakad av interstellärt stoft.

## Egenskaper
10 Aquilae är en gul till vit stjärna i huvudserien av spektralklass F0 p Sr Eu, en typ av kemiskt ovanlig stjärna, Ap-stjärna, vilket anges av "p" i stjärnklassificeringen. Den har en massa som är ca 1,4  solmassor, en radie som är ca 2,5 solradier och utsänder ca 18 gånger mera energi än solen från dess fotosfär vid en effektiv temperatur av ca 7 600 K.
10 Aquilae beskrevs 1973 som en roterande variabel av Alfa2 Canum Venaticorum-typ (ACV), som varierar mellan visuell magnitud +5,83 och 5,93 med en period av 6,05 dygn. Senare studier har visat att perioden var falsk och flera mycket korta pulseringsperioder hittades: 11,6, 12,0 och 13,4 minuter. Detta tyder på att 10 Aquilae ingår i den nya klassen av snabbt oscillerande Ap-stjärnor.